# Emilie Hovden
Emilie Margrethe Hovden (Bergen, 5 april 1996) is een Noorse handbalspeler die uitkomt voor de Hongaarse topclub Györ Audi ETO KC

## Carrière

### Club
Hovden begon op negenjarige leeftijd met handballen in haar geboorteplaats bij Fana IL. In de zomer van 2015 voegde de rechterhoekspeelster zich bij Molde HK, dat was gepromoveerd naar de eerste divisie. Na één seizoen bij Molde keerde ze terug naar Fana IL. Met het damesteam van Fana kwam ze uit in de tweede hoogste Noorse competitie. In het seizoen 2016/17 was Hovden topscorer met 177 goals, maar liep met haar club ternauwernood promotie naar de eerste klasse mis. Ondanks verschillende aanbiedingen van eersteklassers bleef ze trouw aan Fana. In 2018 promoveerde ze met haar club Fana eindelijk naar de elite-serien. In de zomer van 2019 stapte ze over naar competitierivaal Storhamar HE. Met Storhamar werd ze in december 2019 verslagen door Vipers Kristiansand in de Noorse bekerfinale. Bovendien was Hovden in haar eerste seizoen in Storhamar met 161 treffers topscorer in de hoogste divisie van Noorwegen. Voor het seizoen 2022/23 verhuisde ze naar de Deense eersteklasser Viborg HK. Nu spelend bij de Hongaarse wereldclub Györ Audi ETO KC.

### Nationaal team
Emilie Hovden heeft 14 interlands voor het Noorse jeugdteam gespeeld en scoorde 28 doelpunten. Met dit team nam ze in 2013 deel aan het EK U-17. Hovden speelde daarna 16 keer voor het Noorse juniorenteam, waarin ze in totaal 40 keer het doel van de tegenstander trof. Met dit selectieteam nam ze in 2015 deel aan het EK U-19. Hovden speelde in september 2019 twee keer voor het nationale B-team van Noorwegen, waarin ze zeven doelpunten scoorde. Op de 25 november 2021 maakte ze haar debuut voor het Noorse nationale team in een wedstrijd tegen Nederland. Kort daarna nam Hovden deel aan het WK 2021, waar ze met Noorwegen de titel won.